# Splot szyjno-tętniczy wewnętrzny

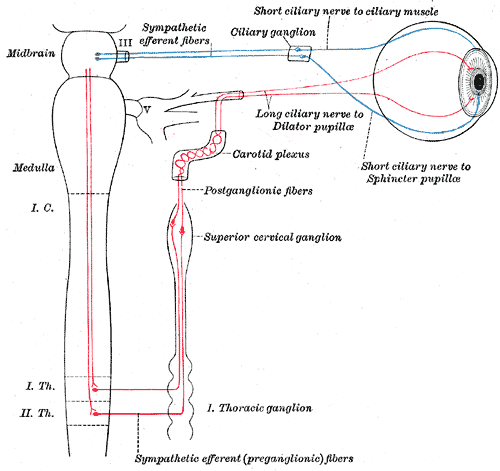
Unerwienie autonomiczne gałki ocznej. Splot szyjno-tętniczy wewnętrzny (Carotid plexus) widoczny w środkowej części rysunku (ku górze). Włókna współczulne oznaczone kolorem czerwonym, włókna przywspółczulne kolorem niebieskim.

Splot szyjno-tętniczy wewnętrzny (łac. plexus caroticus internus) – w anatomii człowieka splot nerwowy, związany z tętnicą szyjną wewnętrzną. Jest to splot współczulny.
Splot ten powstaje z nerwu szyjno-tętniczego wewnętrznego, który odchodzi od zwoju szyjnego górnego. Splot przewodzi włókna współczulne zazwojowe, które uległy przełączeniu w zwoju szyjnym górnym. Oplata tętnicę szyjną wewnętrzną, a jego przedłużeniem ku górze jest splot jamisty. Oddaje trzy ważne gałęzie:
- nerwy szyjno-bębenkowe, prowadzące włókna współczulne do splotu bębenkowego,
- nerw skalisty głęboki, który prowadzi włókna współczulne do zwoju skrzydłowo-podniebiennego,
- gałąź współczulna do zwoju rzęskowego (łac. ramus sympathicus ad ganglion ciliare), prowadząca włókna do mięśnia rozwieracza źrenicy, mięśnia oczodołowego i mięśnia tarczkowego.

Splot też wysyła drobne gałązki współczulne do ściany tętnicy szyjnej wewnętrznej oraz do zwoju trójdzielnego.